# Everybody's Got a Story
Everybody's Got a Story è il terzo album della cantante canadese Amanda Marshall, pubblicato nel 2001 dall'etichetta discografica Epic.
L'album ha segnato il cambiamento di genere musicale della cantante, dall'adult contemporary all'R&B, e ha riscosso meno successo dei precedenti. Sono stati estratti come singoli i brani Everybody's Got a Story, Sunday Morning After, Marry Me, Double Agent e The Voice Inside. Con la canzone che ha dato il titolo all'album la cantante ha partecipato, in Italia, al Festivalbar 2002.

## Tracce
CD (Epic 5050982000 (Sony)
1. Everybody's Got a Story (Amanda Marshall, Billy Mann, Molecules)
2. The Voise Inside (Peter Asher, Amanda Marshall, Billy Mann, Molecules)
3. The Gypsys (Amanda Marshall, Billy Mann, Molecules)
4. Colleen (I Saw Him First) (Amanda Marshall, Billy Mann, Molecules)
5. Double Agent (Peter Asher, Amanda Marshall, Billy Mann, Molecules)
6. Red Magic Marker (Peter Asher, Amanda Marshall, Billy Mann, Molecules)
7. Sunday Morning After (Peter Asher, Amanda Marshall, Billy Mann, Molecules)
8. Love Is My Witness (Amanda Marshall, Billy Mann)
9. Dizzy (Amanda Marshall, Billy Mann, Molecules)
10. Brand New Beau (Peter Asher, Amanda Marshall, Billy Mann, Molecules)
11. Marry Me (Amanda Marshall, Rob Misener)
12. Inside the Tornado (Amanda Marshall, Billy Mann)

Durata totale: 0:00